# Orune
Orune (sardinski: Urùne, Orùne) je grad i općina (comune) u pokrajini Nuoru u regiji Sardiniji, Italija. Nalazi se na nadmorskoj visini od 745 metara i ima 2 353 stanovnika.
 Prostire se na 128,45 km². Gustoća naseljenosti je 18 st/km².
Susjedne općine su: Benetutti, Bitti, Dorgali, Lula, Nule i Nuoro.